# الانتخابات المقبلة للمرشد الأعلى لإيران
من المرجح إجراء انتخابات لاختيار المرشد الأعلى الثالث لإيران بعد انتهاء ولاية المرشد الثاني منذ الثورة الايرانية علي خامنئي الحالية. منذ يناير 2024، لم يتم الإعلان بشكل رسمي عن أي شخص باعتباره صحاب المنصب بعد المرشد الحالي أو مرشحًا، على الرغم من أن مصادر مختلفة مثل رويترز وبي بي سي كتبت عن المرشحين المحتملين.
ويُعتقد أن خلافة خامنئي قد تم تحديدها ولكن لم يتم الكشف عنها علنًا. دستورياً، فإن مجلس الخبراء مكلف باختيار الزعيم المقبل. تم انتخابها لدورتها السادسة والحالية في عام 2024 ومن المقرر أن تستمر حتى عام 2032.
ولم يناقش خامنئي بديله. وقال إن الاختيار يجب أن يتم دون خجل أو مراعاة للملاءمة، بل على أساس المبادئ الثلاثة "الحقيقة، وحاجة البلاد والله". ويقوم مجلس مكون من أربعة أعضاء من مجلس الخبراء بدراسة المرشحين المحتملين مع الحفاظ على السرية التامة وتقديم المشورة للمرشد الأعلى الحالي اعتبارًا من عام 2024. وزعم أحد أعضاء مجلس الخبراء في عام 2024 أنه تم اختيار خليفته ولكن هوية هذا الفرد مخفية من أجل سلامته.
من عام 2024، كان من المقرر أن يكون الرئيس آنذاك إبراهيم رئيسي ونجل خامنئي مجتبى خامنئي من المرشحين الأوفر حظًا لتولي المنصب. أدى مقتل رئيسي في حادث تحطم مروحية في مايو 2024 إلى قطع ترشحه المحتمل.

## الأهلية الدستورية
يتم اختيار المرشد الأعلى لإيران من قبل أعضاء مجلس الخبراء لشغل منصبه مدى الحياة. وفقًا للمادة 111 من دستور الجمهورية الإسلامية الإيرانية، إذا توفي المرشد الأعلى الحالي في منصبه أو تم عزله، فيجب على مجلس الخبراء عقد جلسة على الفور وتعيين خليفة له. تم تكليف "مجلس القيادة المؤقت" بتنفيذ مسؤوليات المرشد الأعلى حتى يتم اختيار خليفة دائم، والذي يتكون من الرئيس الحالي ورئيس القضاء الحالي وأحد رجال الدين في مجلس صيانة الدستور الذي يتم اختياره من قبل مجلس تشخيص مصلحة النظام.

## الخطط المزعومة
في ديسمبر 2015 قال أكبر هاشمي رفسنجاني إن لجنة في مجلس الخبراء "تدرس المرشحين المحتملين لمنصب المرشد الأعلى المقبل". وقال أيضًا إن الجمعية ستكون منفتحة على اختيار "مجلس من القادة إذا لزم الأمر" بدلاً من زعيم واحد.
صرح أحمد خاتمي للصحافة في عام 2016 أن لجنة مكونة من ثلاثة أعضاء في الجمعية قدمت ثلاثة أسماء إلى المرشد الأعلى "للحصول على حكمه"، لكنه أشار لاحقًا إلى ما قاله أنه "افتراضي" وألقى باللوم على وسائل الإعلام لنقل كلماته بشكل خاطئ. وفي يونيو 2019، علق محسن أراكي بأن اللجنة أعدت "قائمة سرية للغاية للمرشدين الأعلى المحتملين" وستقدم ثلاثة أسماء إلى الجمعية "عندما يكون ذلك ضروريًا". وأكد هاشم هاشم زاده حريسي وجود مثل هذه اللجنة، مضيفًا أن الأسماء المدرجة في القائمة لن يتم الكشف عنها. كما أكد أن القرارات التي تتخذها اللجنة لن تكون مصيرية لأن الزعيم القادم يجب أن يتم التصويت عليه بأغلبية جميع الأعضاء في الجمعية. قبل ذلك، في فبراير 2019، نفى محسن مجتهد شبستري بشكل قاطع المزاعم التي تفيد بأن إبراهيم رئيسي وأحمد خاتمي كانا يعتبران مرشحين لمنصب الزعيم القادم من قبل المجلس، مشيرًا إلى أن المسألة "لم تتم مناقشتها أبدًا في المجلس".
ومن عام 2023، يناقش مجلس الخبراء قرار محتمل لإعادة ادراج منصب نائب المرشد الأعلى، والذي شغله آخر مرة حسين علي منتظري من عام 1985 إلى عام 1989.

## التحليلات
عام 2023 قدرت الاستخبارات العسكرية الإسرائيلية أن الرئيس إبراهيم رئيسي سيخلف خامنئي. وزعم جون بولتون أن النظام سيكون عرضة للخطر في حالة وفاة خامنئي. في أعقاب وفاة رئيسي، أصبح مجتبى خامنئي مرشحًا أكثر ترجيحًا ليحل محل والده، على الرغم من أن علي خامنئي عارض ذلك. في الدورة السادسة لمجلس الخبراء، أصبح آية الله موحدي كرماني البالغ من العمر 93 عام رئيسًا جديدًا لمجلس الخبراء.

## الخلفاء المحتملين
الأشخاص المذكورون في هذا القسم هم، وفقًا للتحليلات والتعليقات التي قدمتها مصادر مختلفة، مرشحون محتملون (يتم ترتيب الأسماء حسب العمر):
| الاسم  | حسن روحاني         | محسن الأراكي                                                  | علي رضا أعرافي | صادق لاريجاني    | محمد مهدی میرباقری                              | مجتبى خامنئيابن خامنئي                                       | حسن الخمينيحفيد الخميني         |
| الصورة |                    |                                                               |                |                  |                                                 |                                                              |                                 |
| العمر  | 76 سنوات و129 أيام | ق. 68–69 سنة                                                  | ق. 65–66 سنة   | 64 سنوات و9 أيام | ق. 63–64 سنة                                    | 55 سنوات و194 أيام                                           | 52 سنوات و108 أيام              |
| المصدر | [ 23 ]             | [ 4 ] [ 24 ] [ 25 ] [ 26 ] [ 27 ] [ 28 ] [ 29 ] [ 30 ] [ 31 ] | [ 4 ]          | [ 4 ]            | [ 2 ] [ 25 ] [ 26 ] [ 28 ] [ 32 ] [ 33 ] [ 34 ] | [ 2 ] [ 4 ] [ 24 ] [ 26 ] [ 28 ] [ 31 ] [ 33 ] [ 34 ] [ 35 ] | [ 2 ] [ 3 ] [ 4 ] [ 32 ] [ 36 ] |

### المرشحين المتوفين
كان يُنظر إلى الأشخاص المذكورين أدناه باعتبارهم مرشحين محتملين قبل وفاتهم.
| الاسم  | عباس واعظ طبسي | هاشمي رفسنجاني            | محمود الهاشمي الشاهرودي                                                    | إبراهيم أميني | محمد يزدي | محمد تقي مصباح اليزدي      | إبراهيم رئيسي                                                                      |
| الصورة |                |                           |                                                                            |               |           |                            |                                                                                    |
| العمر  | 2016           | 2017                      | 2018                                                                       | 2020          | 2020      | 2021                       | 2024                                                                               |
| المصدر | [ 2 ]          | [ 2 ] [ 3 ] [ 36 ] [ 37 ] | [ 2 ] [ 3 ] [ 24 ] [ 28 ] [ 29 ] [ 31 ] [ 32 ] [ 35 ] [ 36 ] [ 37 ] [ 38 ] | [ 3 ]         | [ 2 ]     | [ 2 ] [ 28 ] [ 34 ] [ 36 ] | [ 4 ] [ 24 ] [ 25 ] [ 27 ] [ 28 ] [ 29 ] [ 31 ] [ 32 ] [ 33 ] [ 34 ] [ 35 ] [ 39 ] |

## قراءات إضافية
- Nader، Alireza؛ Bohandy، S. R. (2011). المرشد الأعلى القادم: الخلافة في الجمهورية الإسلامية الإيرانية (PDF). Santa Monica, California: مؤسسة راند. ISBN:9780833051998. مؤرشف من الأصل (PDF) في 2023-09-08.
- Opinion Poll: Who Will Be Iran's Next Leader? (بالفارسية)، BBC Persian، 22 فبراير 2016، مؤرشف من الأصل في 2016-02-23